# Znak Grónska
Znak Grónska, autonomní součásti Dánska, má modrý štít zobrazující stříbrného ledního medvěda. Tento symbol byl poprvé zaveden jako součást dánského státního znaku v roce 1666 a dodnes je součástí znaku dánské královské rodiny. Medvěd byl na znaku původně znázorněn v přirozeném postavení na všech nohách a ve vzpřímeném postavení je až od roku 1819.